# 胡之纯
胡之纯，字穆仲，元朝婺州永康（今浙江永康市）人。
唐末，其祖先自天台迁到永康。宋室南渡后，考中进士科入仕有十人，持节分符，前后相继。曾祖胡襜，官至钦州司法参军。祖父胡岩，嘉定甲戌进士，官至知福州闽县事。叔父胡居仁，淳祐丁未进士，知台州军州事，胡居仁之子胡長孺。胡之纯与他的哥哥胡之纲，都以经术文学知名。胡之纯在咸淳甲戌中进士，他的行为如同古代志趣高尚不同流俗的人，文章明快简洁朗朗上口。人称胡之纲、胡之纯、胡长孺为三胡。